# Senne-Radweg

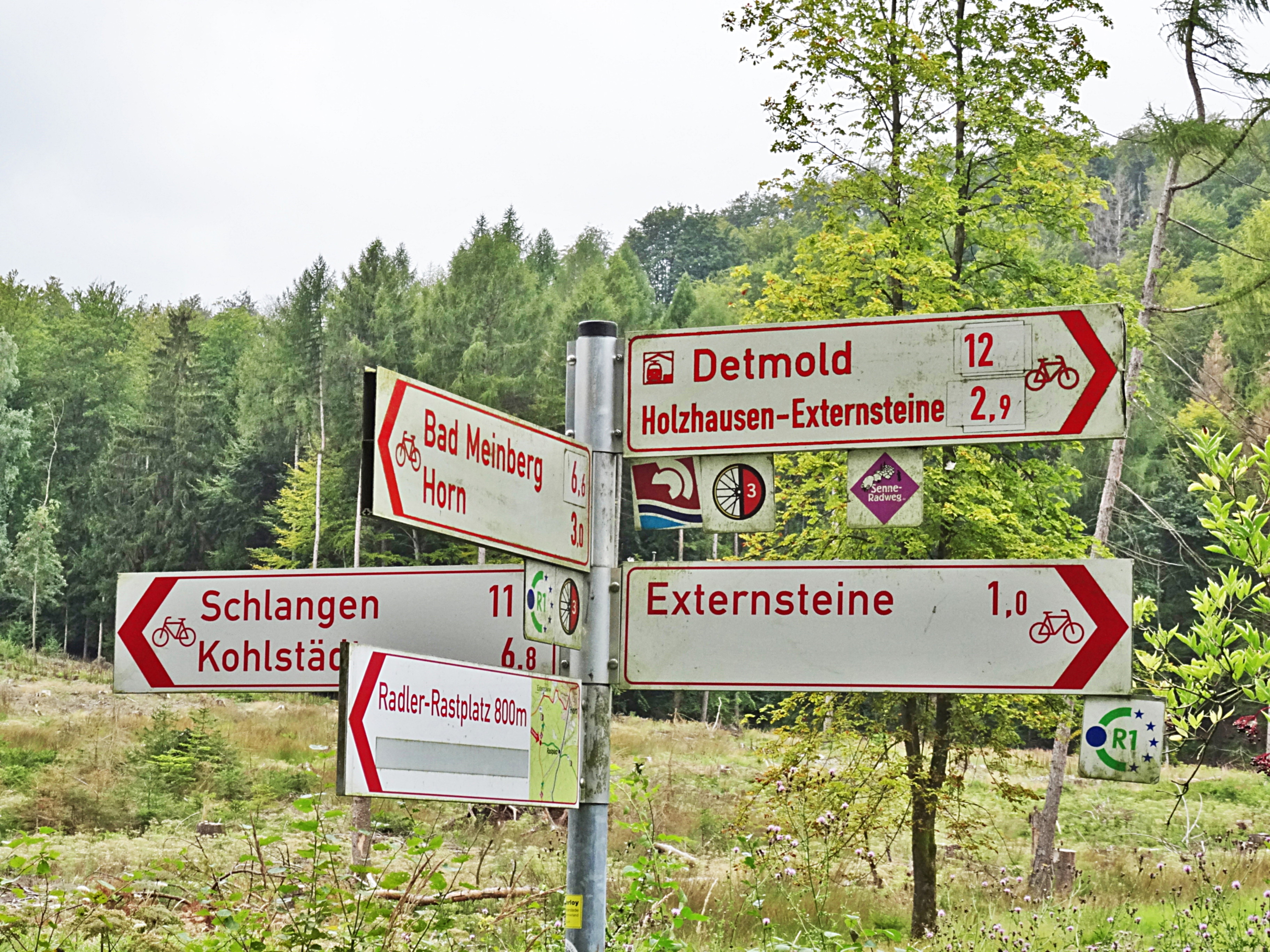
Radwegekreuz R1 D3, Hermannsweg und Senne-Radweg

Der Senne-Radweg ist ein 77 Kilometer langer Radwanderweg durch die Kreise Paderborn, Gütersloh und Lippe. Der Radweg führt auf einem Rundkurs um die Senne herum.
Die Strecke weist fast durchgängig nur geringe Höhenunterschiede auf. Einzig der Abschnitt um Augustdorf, Detmold bis Horn-Bad Meinberg ist etwas bergiger, da er durch den Teutoburger Wald führt.
Folgende Kommunen liegen an der Strecke:
Bad Lippspringe, Schloß Neuhaus, Hövelhof, Stukenbrock, Augustdorf, Detmold, Horn-Bad Meinberg, Schlangen